# Омулёвка (остановочный пункт)
Омулёвка (5696 км) — остановочный пункт Восточно-Сибирской железной дороги на южной линии Улан-Удэ — Наушки.
Расположен в Иволгинском районе Бурятии на левом берегу реки Селенги напротив горы Омулёвки («Спящий лев»), находящейся на правом берегу.

## История
В 1940 году основана железнодорожная станция у ныне несуществующего села Омулёвка на левом берегу Селенги. С упразднением села станция демонтирована, используется как остановочный пункт.
В октябре 1964 года началось регулярное пассажирское движение поездов по маршруту Улан-Удэ — Гусиное Озеро (впоследствии Улан-Удэ — Наушки).
Пригородное движение поездов по маршруту Улан-Удэ — Загустай (реформированный Улан-Удэ — Наушки) по южной ветке ВСЖД отменено в 2014 году.

## Дальнее следование по остановочному пункту
| № поезда | Маршрут движения | № поезда | Маршрут движения |
| -------- | ---------------- | -------- | ---------------- |
| 361      | Наушки — Иркутск | 362      | Иркутск — Наушки |